# Саддат, Эндрю
Эндрю Ханкок Саддат (англ. Andrew Hancock Sudduth; 21 ноября 1961, Балтимор — 15 июля 2006, Марион, Массачусетс) — американский гребец, выступавший за сборную США по академической гребле в 1980-х годах. Серебряный призёр летних Олимпийских игр в Лос-Анджелесе, обладатель серебряных и бронзовых медалей чемпионатов мира, чемпион Игр доброй воли в Москве, победитель и призёр многих регат национального значения.

## Биография
Эндрю Саддат родился 21 ноября 1961 года в городе Балтимор, штат Мэриленд.
Занимался академической греблей во время учёбы в Академии Филлипса в Эксетере, затем поступил в Гарвардский университет, где состоял в местной гребной команде «Гарвард Кримсон», неоднократно принимал участие в различных студенческих регатах.
Первого серьёзного успеха на взрослом международном уровне добился в сезоне 1981 года, когда вошёл в основной состав американской национальной сборной и побывал на чемпионате мира в Мюнхене, откуда привёз награду серебряного достоинства, выигранную в зачёте распашных рулевых четвёрок.
В 1982 году на мировом первенстве в Люцерне стал бронзовым призёром в рулевых четвёрках.
На чемпионате мира 1983 года в Дуйсбурге в той же дисциплине сумел квалифицироваться лишь в утешительный финал B и расположился в итоговом протоколе соревнований на седьмой строке.
Благодаря череде удачных выступлений удостоился права защищать честь страны на домашних летних Олимпийских играх 1984 года в Лос-Анджелесе. В составе экипажа-восьмёрки пришёл к финишу вторым, уступив в решающем заезде только команде из Канады, и тем самым завоевал серебряную олимпийскую медаль.
После лос-анджелесской Олимпиады Саддат остался в составе гребной команды США на ещё один олимпийский цикл и продолжил принимать участие в крупнейших международных регатах. Так, в 1985 году он отметился выступлением на мировом первенстве в Хазевинкеле, где стал серебряным призёром в программе парных одиночек.
В 1986 году в восьмёрках одержал победу на Играх доброй воли в Москве и взял бронзу на чемпионате мира в Ноттингеме.
На мировом первенстве 1987 года в Копенгагене занял в одиночках итоговое седьмое место.
Находясь в числе лидеров американской национальной сборной, благополучно прошёл отбор на Олимпийские игры 1988 года в Сеуле. На сей раз стартовал в зачёте одиночек и показал на финише шестой результат. Вскоре по окончании этих соревнований принял решение завершить спортивную карьеру.
Впоследствии работал в сфере электронных технологий, занимался разработкой компьютерных серверов. Увлекался велоспортом, для поддержания физической формы регулярно участвовал в длительных заездах на велосипеде.
Умер от рака поджелудочной железы 15 июля 2006 года в возрасте 44 лет.